# Herb Chorzowa
Herb Chorzowa – jeden z symboli miasta Chorzów w postaci herbu.

## Wygląd i symbolika
Herb stanowi tarcza z bordiurą złotą dwudzielna w słup. W polu prawym niebieskim pół orła złotego, skierowanego w prawo, w polu lewym czarnym pół podwójnego krzyża czerwonego.

## Historia

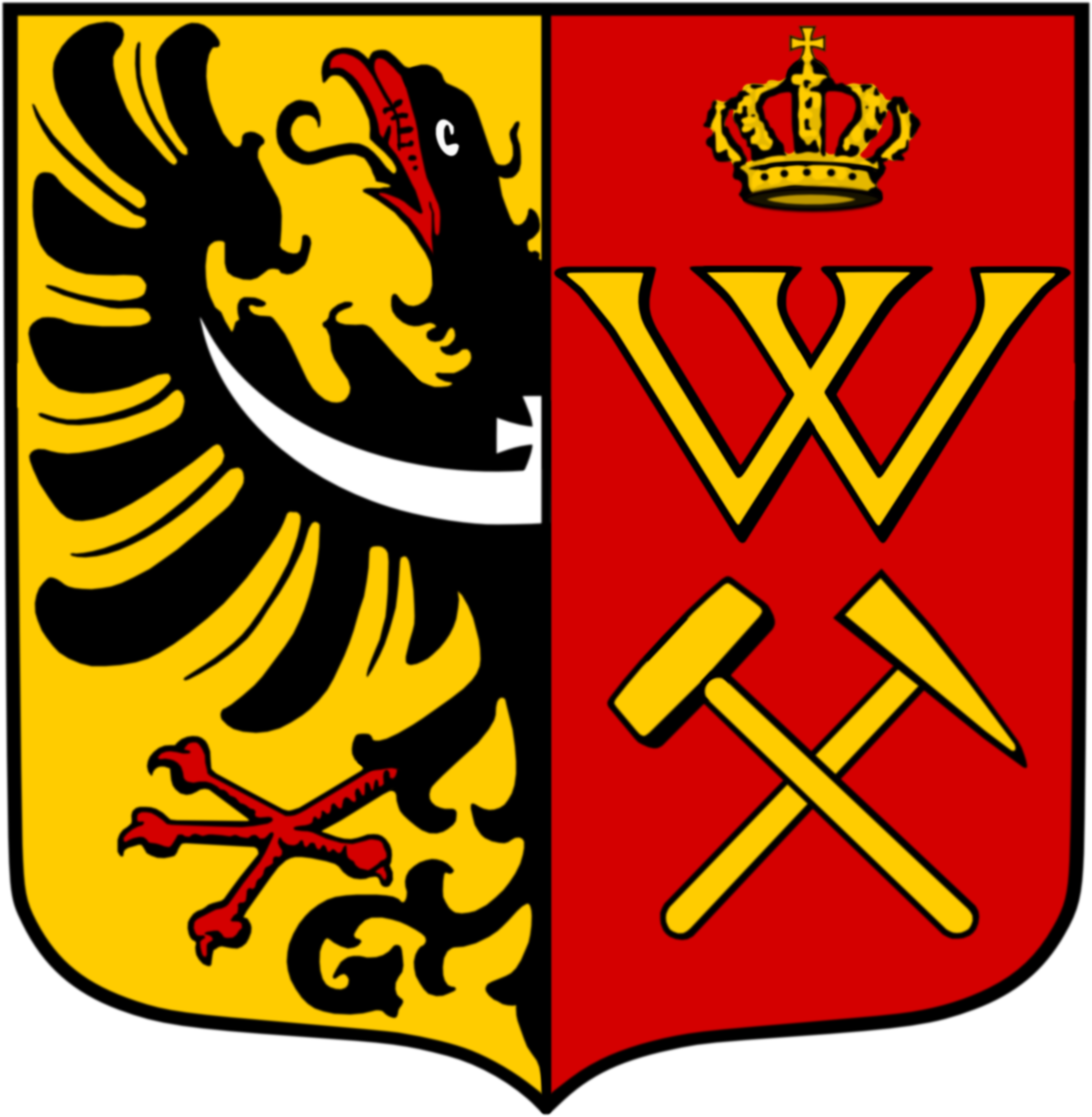
Dawny herb Królewskiej Huty (w wersji bez trzymaczy i korony)

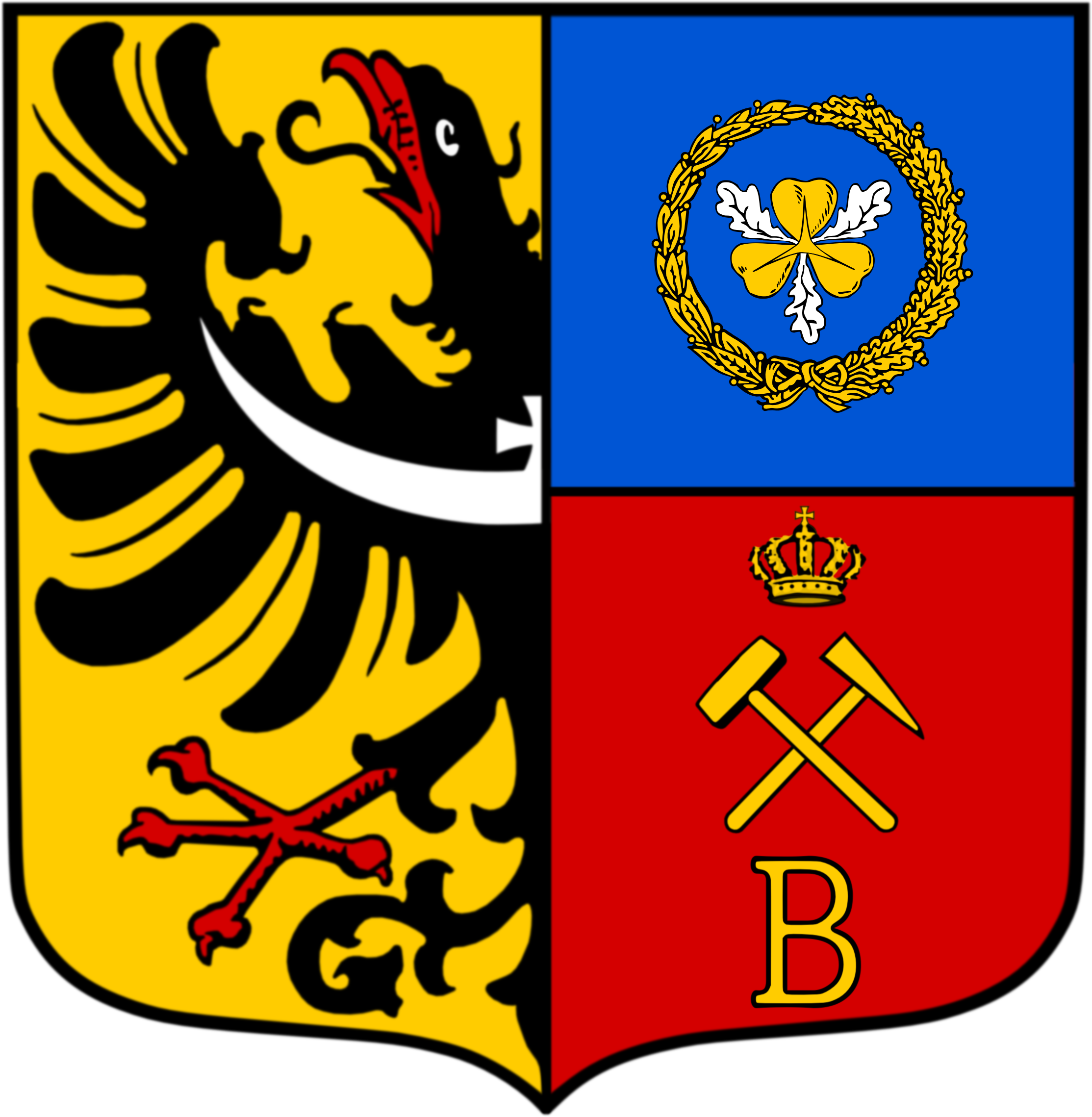
Dawny herb gminy Bismarckhütte, obecnie teren miasta Chorzów

Pierwszy herb został nadany miastu Chorzów (wówczas Königshütte; Królewska Huta) przez króla pruskiego Wilhelma I 18 października 1869 roku. Tarczę herbową, zaprojektowaną przez heraldyków berlińskich, podzielono na dwie części: na prawej znalazł się czarny półorzeł z krzyżem i księżycem na złotym polu, symbolizujący przynależność do Śląska, na lewym, na czerwonym tle umieszczono godło górnicze, tj. skrzyżowane, złote narzędzia (pyrlik i żelazko), nad którymi umieszczono złotą literę „W” ozdobioną koroną, jako monogram króla Wilhelma. Nad tarczą herbową corona muralis z trzema blankami. Trzymacze: górnik i hutnik. Podobny herb posiadały również Hajduki Wielkie (Bismarckhütte).
Obecny herb nadano miastu 14 czerwca 1938 roku, pochodzi od podwójnego godła gminnego. Powstał w wyniku konkursu w którym zwyciężyli studenci Uniwersytetu Jagiellońskiego. Na tarczy połączono znaki herbowe Piastów śląskich (właściwie Piastów górnośląskich) – złoty półorzeł i bożogrobców (Bożogrobcy z Miechowa władali w średniowieczu terenami Chorzowa Starego) – połowa krzyża o podwójnych ramionach, umieszczone odpowiednio na niebieskim i czarnym tle. Tarcza otoczona jest złotą bordiurą. 
Obecnie wygląd herbu jest regulowany uchwałą Rady Miasta z 6 września 2018 roku.